# Cary Grant
Cary Grant, vlastním jménem Archibald Alexander Leach (18. ledna 1904 v Horfield, Bristol, Spojené království – 29. listopadu 1986, Davenport, Iowa, USA) byl britsko-americký herec, jeden z hlavních představitelů klasické filmové éry Hollywoodu. Během 34 let kariéry natočil 72 filmů.
Byl vyhledávaným hercem Alfréda Hitchcocka, hrál hlavní roli ve čtyřech jeho filmech. Většinou je však spojován s klasickými komediemi zlaté hollywoodské éry jako lehce popletený, ale zároveň elegantní, mužně krásný a vtipný hrdina. Narodil se v Anglii ve městě Bristol. Pocházel z chudého prostředí a už jako velmi mladý odjel s akrobatickou skupinou do Ameriky, kde se rozhodl zůstat a prosadit se jako herec. Usadil se v New Yorku a začal se úspěšně uplatňovat v divadle, později získal smlouvu na film a vydal se do Hollywoodu. První filmy natočil pro společnost Paramount. Byl průkopníkem v tom, že po vypršení první dlouhodobé smlouvy se už nikdy nezavázal exkluzivní smlouvou žádnému studiu. Pro svůj postoj a nezávislost na Akademii byl opomíjen při udělování filmových cen a nikdy nezískal Oscara za konkrétní filmovou roli, i když byl dvakrát nominován. Teprve v roce 1970 mu byl udělen čestný Oscar za celoživotní přínos světové kinematografii. Filmovou kariéru ukončil v roce 1966.

## Životopis

### Dětství a mládí – Archie Leach (1904–1932)
Archibald Alec (Alexandr) se narodil v Bristolu jako druhé dítě Elsie a Eliase Leachových. Jejich první syn John zemřel na tuberkulózní zánět mozku těsně před prvními narozeninami. Otec pracoval jako krejčí a žehlič oděvů, byli velmi chudobní. Manželství rodičů nebylo šťastné, otec trávil mnoho času mimo domov a nakonec si založil druhou domácnost. Archie vyrůstal sám s matkou, ale v deseti letech se dozvěděl, že matka náhle zemřela na infarkt. Otec ho odmítl vzít k sobě, chlapec žil u příbuzných. Ve čtrnácti letech byl vyloučen ze školy a přidal se ke skupině toulavých artistů a komediantů Boba Pendera. Získal zde mnoho pohybových dovedností, při nichž mohl uplatnit vrozené sportovní nadání. V roce 1920 byla skupina pozvána do USA, kde vystupovala po kabaretech jako akrobati na chůdách. Po dvou letech se Bob Pender chtěl vrátit zpět do Anglie, ale Archie Leach se rozhodl zůstat v New Yorku a skupinu opustil. Živil se jako příležitostný společník bohatých dam, prodával na ulici kravaty a hledal uplatnění v kabaretech. V roce 1927 získal malou roli v muzikálu Zlaté štěstí a následně účinkoval v dalších představeních na Broadwayi. Povšimlo se ho studium Paramount a nabídlo mu krátkou úlohu ve filmu Sue ze Singapuru. Po jejím dokončení odjel Archie Leach v lednu 1932 do Hollywoodu, aby se stal filmovým hercem. Společnost Paramount právě hledala mužského hrdinu přitažlivého zevnějšku a nabídla mu pětiletou exkluzivní smlouvu. Požadovala změnu jména a shodli se na pseudonymu Cary Grant.

### Filmová kariéra – Cary Grant (1932–1966)

#### Začátky v Hollywoodu (1932–1936)
V roce 1932 natočil Grant v Hollywoodu celkem nevýrazných 8 filmů, z nichž za zmínku stojí Plavovlasá Venuše (Blond Venus) s Marlen Dietrichovou. Větší pozornost Cary Grant vzbudil po boku Mae Westové v hlavní mužské roli v komerčně úspěšném filmu Křivdila mu (She Done Him Wrong).

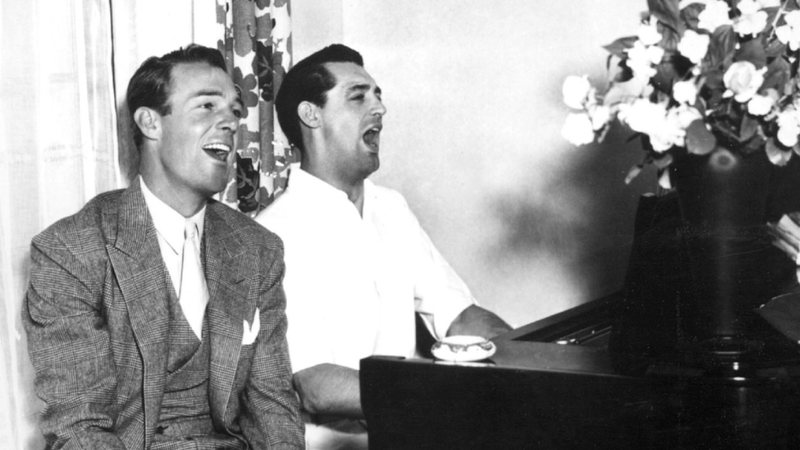
Cary Grant s Randolphem Scottem v roce 1933

Při natáčení jednoho z filmů se Grant seznámil s o šest let starším hercem Randolphem Scottem, který se stal jeho dlouholetým přítelem a společně si pořídili malý dům. Toto přátelství bylo důvodem pro vznik pochybností o jeho sexuální orientaci. Grant navázal komplikovaný vztah s mladou herečkou Virginií Cherillovou, která se stala začátkem roku 1934 jeho manželkou. Mezitím se při pobytu v Anglii dozvěděl od svého otce šokující zprávu o tom, že jeho matka je naživu a žije v léčebně pro duševně choré. Na synův zásah byla po devatenácti letech prohlášena za uzdravenou a mohla se vrátit do svého domku v Bristolu ke svým příbuzným. Odmítla jet se synem do Ameriky.
Po návratu do Hollywoodu se vztahy mezi manžely neustále zhoršovaly, neboť Randolph Scott se trvale vyskytoval v jejich blízkosti a Grant byl zklamán i profesně, protože studio ho neuvolnilo pro roli ve filmu Vzpoura na Bounty, o kterou velmi stál. V březnu 1935 bylo manželství rozvedeno. Cherillová tvrdila, že musela čelit domácímu násilí. Grantova kariéra se nevyvíjela úspěšně a filmy, které v tomto období natočil u diváků propadly včetně komedie Sylvie Scarlettová (Sylvia Scarlett), v níž poprvé hrál s Katharine Hepburnovou. V roce 1936 se Randolph Scott oženil a Grant odjel do Anglie, kde přijal roli v nezávislém snímku Úžasná dobrodružství Ernesta Blisse (The Amazing Quest of Ernest Bliss). V něm se poprvé projevily jeho hlavní charakteristické rysy: šarm, dokonalý vzhled, vtip a slušnost.

#### Nezávislým hercem (1936–1966)
Grant nebyl spokojen s přístupem studia Paramount k jeho osobě (hlavní hvězdou byl Gary Cooper) a odmítl koncem roku 1936 obnovit smlouvu, což byl v té době neslýchaný čin a riskantní krok. Stal se první nezávislou hollywoodskou hvězdou. Současně rezignoval na místo v Akademii, která byla studii ovládána. Kromě výrazného zlepšení finanční situace mu nové postavení uvolnilo ruce při výběru filmů a přineslo průlom v jeho kariéře. Hned první komedie natočené v roce 1937 Přátelé z onoho světa (Topper) a Nahá pravda (The Awful Truth) znamenaly velký komerční úspěch a Cary Grant v nich podal výkon, který ho zařadil mezi největší filmové idoly. Také jeho další filmy z let 1938 až 1940, přestože nebyly vždy komerčně úspěšné, patří dnes mezi filmovou klasiku: Leopardí žena, Prázdniny, Příběh z Filadelfie, v nichž hrál znovu s Katharine Hepburnovou nebo Jeho dívka Pátek s Rosalind Russellovou. Cary Grant se v nich představil jako charakterní komik okouzlujícího zjevu se specifickým smyslem pro humor a nezaměnitelným britským přízvukem. Za výkon ve filmu Serenáda za úsměv (Penny Serenade) z roku 1941 získal svou první nominaci na Oscara.
K vrcholům Grantovy herecké práce však patří především role ve filmech Alfreda Hitchcocka, který dokázal objevit i hlubší a temnější stránky jeho povahy. Jejich inspirující spolupráce započala v roce 1941 thrillerem Podezření (Suspicion) a později spolu natočili další tři filmy: Pochybná žena (Notorious) z roku 1946, Chyťte zloděje (To Catch a Thief) z roku 1955 a Na sever severozápadní linkou (North by Northwest) z roku 1959.
V soukromém životě prošel v letech 1942–45 manželstvím s bohatou Američankou Barbarou Huttonovou, dědičkou obchodního řetězce. V červnu 1942 se Cary Grant stal občanem USA a mluvilo se o tom, že dělá v utajení práci pro FBI. Během válečných let natočil několik dalších filmů, kromě typických komedií přijal hlavní roli ve válečném snímku Směr Tokio (Destination Tokyo) z roku 1943.
V únoru 1945 byl nominován na Oscara za nejlepší mužský herecký výkon ve filmu Nic než osamělé srdce (None but the lonely heart), ale odmítl se zúčastnit slavnostního ceremoniálu.
V poválečných letech Grant začal uvažovat o ukončení kariéry a točil méně filmů než dříve. Stále však byl hvězdou první velikosti a jeho účast ve filmu byla zárukou úspěchu. V roce 1946 se diváckým hitem stal první barevný film, v němž Grant vytvořil hlavní roli – idealizovaný životopis muzikanta Cole Portera s názvem Noc a den (Night and Day). K nejúspěšnějším filmům se zařadila také komedie Byl jsem válečným ženichem (I was a male war bride), která měla premiéru v roce 1949.

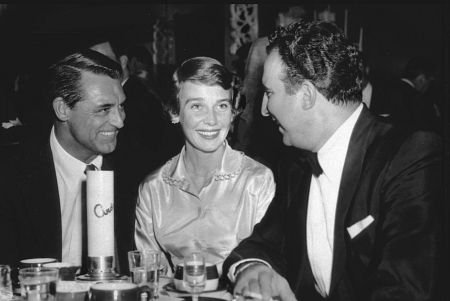
Cary Grant s manželkou Betsy Drakeovou

V prosinci 1949 se oženil s mladou herečkou Betsy Drakeovou, kterou poznal před dvěma lety v Londýně. Počátkem padesátých let Grant, který stále víc přemýšlel o důchodu, natočil několik méně úspěšných komedií, mj. Ještě jedno místo (Room for one more) se svou manželkou nebo Omlazovací prostředek (Monkey Business), kde se objevila Marilyn Monroe v jedné ze svých prvních rolí. V únoru 1953 oznámil Cary Grant na tiskové konferenci, že končí s filmováním. Při té příležitosti se veřejně zastal Charlie Chaplina, který byl z politických důvodů na černé listině a nebyl mu povolen vstup do USA.
K návratu přivedla Granta nabídka jeho oblíbeného režiséra Alfreda Hitchcocka na hlavní roli ve filmu Chyťte zloděje (To Catch a Thief). Jeho partnerkou tu byla Grace Kellyová. Film byl do kin uveden v roce 1955 a stal se komerčně největším hitem první poloviny 50. let. Během filmování však došlo k narušení vztahu mezi Grantem a manželkou, která nesouhlasila s jeho návratem k filmu a žárlila na Kellyovou. Odcizení se prohloubilo při natáčení dalšího filmu, kterým byl historický kostýmní film Pýcha a vášeň (The Pride and The Passion), v němž hlavní ženskou roli hrála mladá Sophia Lorenová. Během sedmi měsíců natáčení ve Španělsku se do sebe zamilovali, ale Lorenová dala nakonec přednost Pontimu. Frustrovaný Grant se na radu manželky v roce 1957 zapojil do experimentální psychologické léčby, při které mu bylo pod lékařským dozorem podáváno LSD. V říjnu 1958 vydali Grant s Drakeovou společné prohlášení, že jejich manželství vyhaslo a nadále budou žít odděleně. Žádost o rozvod však Draková podala až v roce 1962.
Na přelomu 50. a 60. let 20. století natočil Cary Grant řadu úspěšných filmů, z nichž některé sám produkoval: Nezapomenutelná láska (An Affair to remember), Indiskrétní příběh (Indiscreet) s Ingrid Bergmanovou, Operace spodnička (Operation petticoat) s Tony Curtisem, Na sever severozápadní linkou (North by Northwest), Kouzlo norkové kožešiny (That Touch of Mink) s Doris Dayovou nebo Šaráda (Charade) s Audrey Hepburnovou. V netypické roli postaršího zanedbaného a neoholeného chlápka žijícího na pustém ostrově v Tichomoří se objevil ve filmu Otec kvočna (Father Goose) v roce 1964. Tyto filmy mu přinesly nejen obrovskou popularitu u diváků, ale také ho zařadily mezi nejlépe vydělávající filmové hvězdy. Jako první hollywoodský herec si vymínil ve smlouvě procenta z hrubého příjmu v distribuci. Jeho posledním snímkem byl Jen jdi (Walk don't Run) z roku 1966.

### Závěr života (1966–1986)

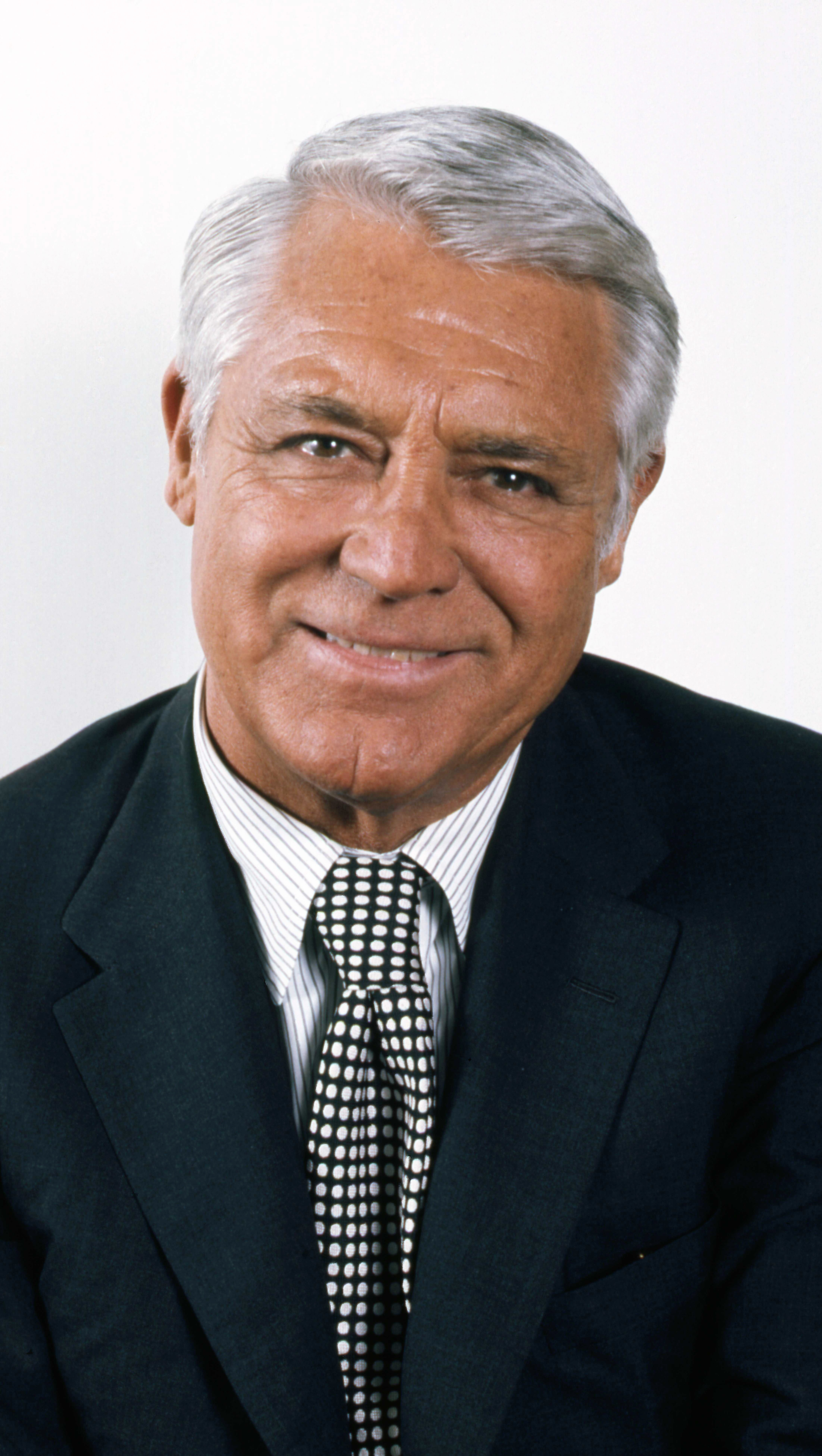
Cary Grant v roce 1973

V roce 1965 se oženil s osmadvacetiletou herečkou Dyan Cannonovou a v roce 1966 se jim narodila dcera Jenifer Diane. Jejich manželství však trvalo jen dva roky. Grant se definitivně rozhodl s filmováním skončit a požadoval, aby se manželka věnovala rodině a opustila hereckou práci, což odmítla a požádala o rozvod.
V dalších letech se Grant jako bohatý rentiér zapojil do správních rad několika amerických firem a věnoval se svým koníčkům – baseballu a dostihům. V roce 1970 mu Akademie, do jejíhož čela byl zvolen Gregory Peck, udělila cenu za celoživotní mistrovství. Čestného Oscara mu za bouřlivých ovací předal Frank Sinatra. V roce 1973 zemřela jeho matka, kterou v Anglii příležitostně navštěvoval. V roce 1981 se oženil popáté s třicetiletou Barbarou Harrisovou, která stála po jeho boku až do konce života. Téhož roku dostal prestižní cenu Kennedyho centra za úspěchy dosažené v umělecké kariéře. Cary Grant byl stále ve výborné kondici, ale vytrvale odmítal opakující se návrhy na návrat k filmování. Místo toho jezdil po USA s vlastní talk show, v níž vyprávěl o svém životě a odpovídal na dotazy diváků. Na jedné z posledních zastávek turné v Davenportu ho postihla náhlá slabost a za doprovodu manželky byl převezen do nemocnice, kde 28. listopadu zemřel. Podle posledního přání se nekonal žádný pohřeb. Jeho manželka a dcera uspořádaly malý obřad při rozptýlení popela.

## Filmografie – výběr
| Rok  | Český název                                | Původní název                        | Role                                                        | Dámská spoluherečka  | Režie               | Poznámka                            |
| ---- | ------------------------------------------ | ------------------------------------ | ----------------------------------------------------------- | -------------------- | ------------------- | ----------------------------------- |
| 1932 | Plavovlasá Venuše                          | Blond Venus                          | Nick Townsend                                               | Marlene Dietrichová  | Josef von Sternberg |                                     |
| 1933 | Křivdila mu                                | She Done Him Wrong                   | kapitán Cummings                                            | Mae West             | Lowell Sherman      |                                     |
| 1935 | Sylvia Scarlettová                         | Sylvia Scarlett                      | Jimmy Monkley                                               | Katharine Hepburnová | George Cukor        |                                     |
| 1936 | Úžasná dobrodružství Ernesta Blisse        | The Amazing Quest of Ernest Bliss    | Ernest Bliss                                                |                      |                     |                                     |
| 1937 | Přátelé z onoho světa                      | Topper                               | George Kerby                                                | Constance Bennett    | Norman McLeod       |                                     |
| 1937 | Nahá pravda                                | The Awful Truth                      | Jerry Warriner                                              | Irene Dunne          | Leo McCarey         |                                     |
| 1938 | Leopardí žena                              | Bringing Up Baby                     | David Huxley                                                | Katharine Hepburnová | George Cukor        |                                     |
| 1938 | Prázdniny                                  | Holiday                              | Johnny Case                                                 | Katharine Hepburnová | Howard Hawks        |                                     |
| 1939 | Gunga Din                                  | Gunga Din                            | sežant Archibald Cutter                                     | Joan Fontaine        | George Stevens      |                                     |
| 1939 | Jen andělé mají křídla                     | Only Angels Have Wings               | Geoff Carter                                                | Jean Arthurová       | Howard Hawks        |                                     |
| 1939 | Podle jména                                | In Name Only                         | Alec Walker                                                 | Carole Lombardová    | John Cromwell       |                                     |
| 1940 | Jeho dívka Pátek                           | His Girl Friday                      | Walter Burns                                                | Rosalind Russellová  | Howard Hawks        |                                     |
| 1940 | Má oblíbená žena                           | My Favorite Wife                     | Nick Arden                                                  | Irene Dunne          | Garson Kanin        |                                     |
| 1940 | Příběh z Filadelfie                        | The Philadelphia Story               | C. K. Dexter Haven                                          | Katharine Hepburnová | George Cukor        |                                     |
| 1941 | Serenáda za úsměv                          | Penny Serenade                       | Roger Adams                                                 | Irene Dunne          | George Stevens      | nominace na Oscara                  |
| 1941 | Podezření                                  | Suspision                            | Johnnie Aysgarth                                            | Joan Fontaine        | Alfred Hitchcock    |                                     |
| 1943 | Klikař                                     | Mr. Lucky                            | Joe Adams                                                   | Lararine Dayová      | H. C. Potter        |                                     |
| 1943 | Směr Tokio                                 | Destination Tokyo                    | kapitán Cassidy                                             | Faye Emersonová      | Delmer Davies       |                                     |
| 1944 | Jezinky a bezinky                          | Arsenic and Old Lace                 | Mortimer Brewster                                           | Priscilla Lane       | Frank Capra         |                                     |
| 1944 | Nic než osamělé srdce                      | None but the Lonely Heart            | Ernie Mott                                                  | Jane Wyattová        | Clifford Odets      | nominace na Oscara                  |
| 1946 | Noc a den                                  | Night and Day                        | Cole Porter                                                 | Alexis Smithová      | Michael Curtiz      | Grantův první barevný film          |
| 1946 | Pochybná žena                              | Notorious                            | agent Devlin                                                | Ingrid Bergmanová    | Alfred Hitchcock    |                                     |
| 1947 | Starý mládenec                             | The Bachelor and the Bobby-Soxer     | Dick Nugent                                                 | Myrna Loyová         | Irving Reis         |                                     |
| 1947 | Biskupova manželka                         | The Bishop's Wife                    | Dudley                                                      | Loretta Youngová     | Henry Koster        |                                     |
| 1948 | Vysněný dům pana Blandingse                | Mr. Blandings Builds His Dream House | Jim Blandings                                               | Myrna Loyová         | H. C. Potter        |                                     |
| 1949 | Byl jsem válečným ženichem                 | I Was a Male War Bride               | Henri Rochard                                               | Ann Sheridanová      | Howard Hawks        |                                     |
| 1952 | Pochybné kšefty, též Omlazovací prostředek | Monkey Business                      | dr. Barnaby Fulton                                          | Ginger Rogersová     | Howard Hawks        |                                     |
| 1955 | Chyťte zloděje                             | To Catch a Thief                     | John Robie                                                  | Grace Kellyová       | Alfred Hitchcock    |                                     |
| 1957 | Nezapomenutelná láska                      | An Affair to Remember                | Nicky Ferrante                                              | Deborah Kerrová      | Leo McCarey         |                                     |
| 1957 | Pýcha a vášeň                              | The Pride and the Passion            | Anthony                                                     | Sophia Lorenová      | Stanley Kramer      |                                     |
| 1958 | Indiskrétní příběh                         | Indiscret                            | Philip Adams                                                | Ingrid Bergmanová    | Stanley Donen       |                                     |
| 1958 | Romance na řece                            | Houseboat                            | Tom Winters                                                 | Sophia Lorenová      | Melvill Shavelson   |                                     |
| 1959 | Na sever severozápadní linkou              | North by Northwest                   | Roger Thornhill                                             | Eva Marie Saint      | Alfred Hitchcock    |                                     |
| 1959 | Operace Spodnička                          | Operation Petticoat                  | nadporučík (později kontradmirál) Matthew T. "Matt" Sherman | Dina Merrill         | Blake Edwards       | komerčně nejúspěšnější Grantův film |
| 1960 | Tráva je zelenější                         | The Grass Is Greener                 | Victor Rhyall                                               | Deborah Kerrová      | Stanley Donen       |                                     |
| 1962 | Kouzlo norkové kožešiny                    | That Touch of Mink                   | Philip Shayne                                               | Doris Dayová         | Blake Edwards       |                                     |
| 1963 | Šaráda                                     | Charade                              | Peter Joshua                                                | Audrey Hepburnová    | Stanley Donen       |                                     |
| 1964 | Otec kvočna                                | Father Goose                         | Walter                                                      | Leslie Caronová      | Ralph Nelson        |                                     |
| 1966 | Jen jdi, neutíkej                          | Walk Don't Run                       | sir William Rutland                                         | Samantha Eggarová    | Charles Walters     | Grantův poslední film               |

## Galerie

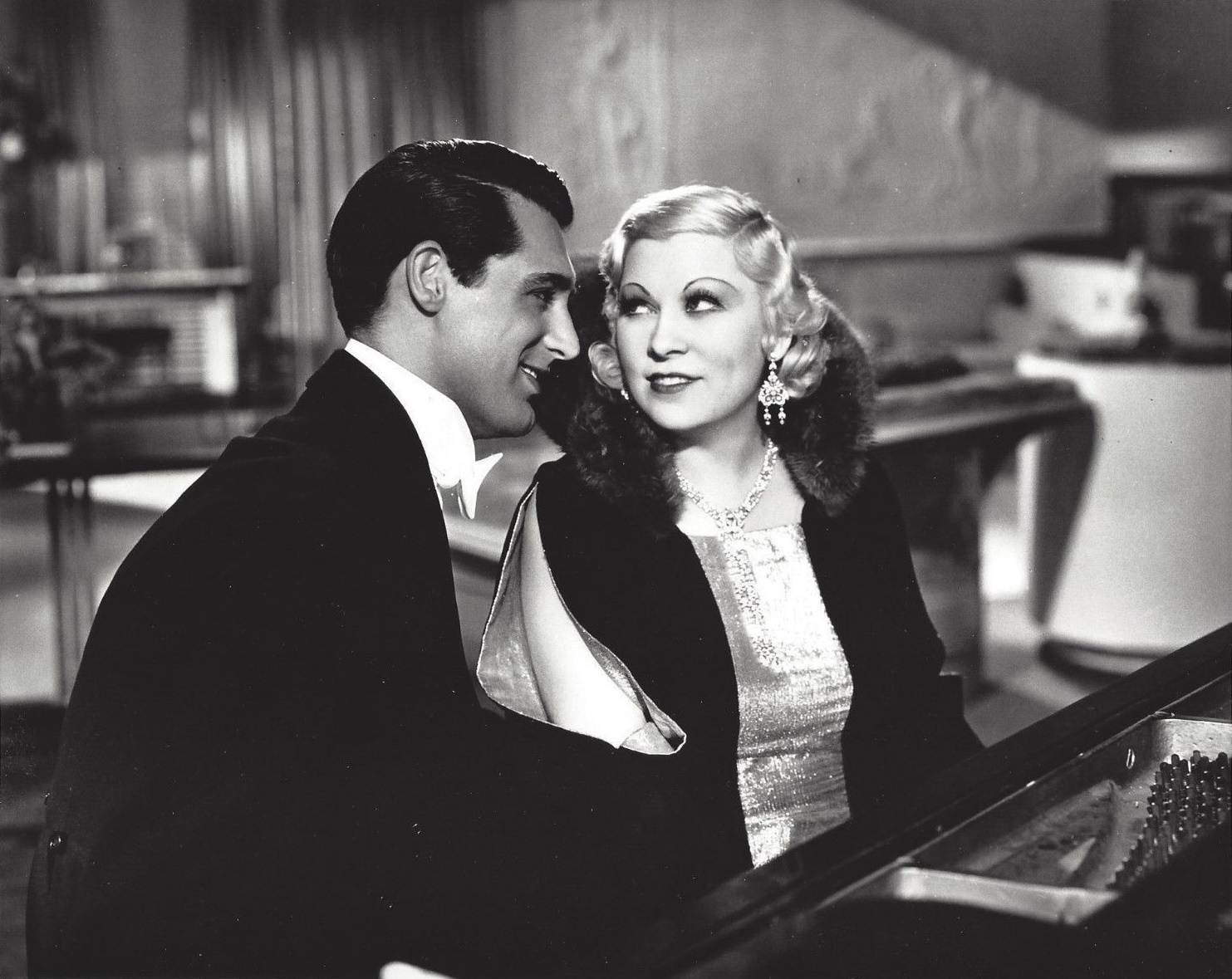
Mae Westová a Cary Grant ve filmu Nejsem anděl z roku 1933
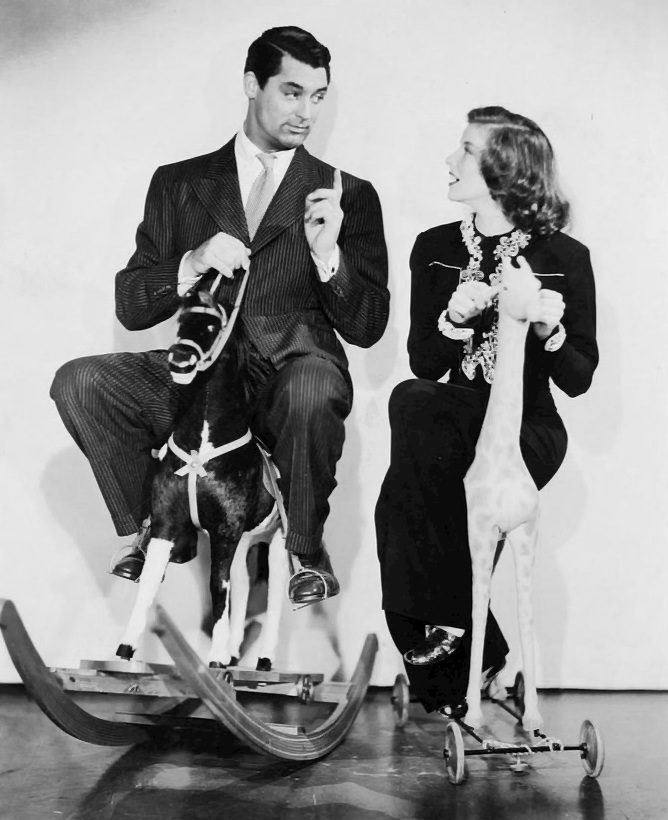
Kataharine Hepburnová a Cary Grant ve filmu Holiday z roku 1938
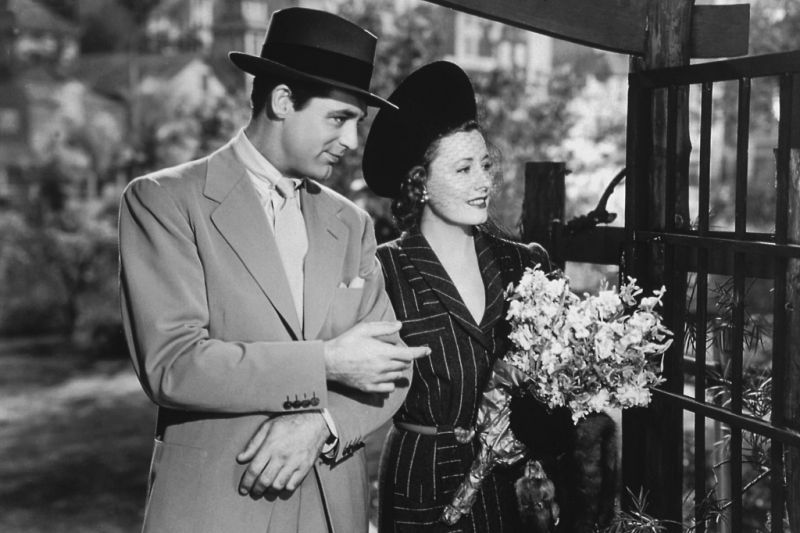
S Irene Dunnovou v Serenádě za úsměv z roku 1941
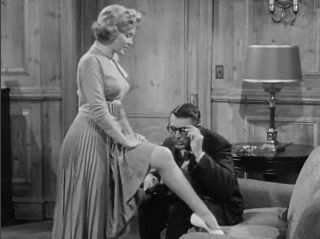
S Marylin Monroe ve filmu Omlazovací prostředek z roku 1952
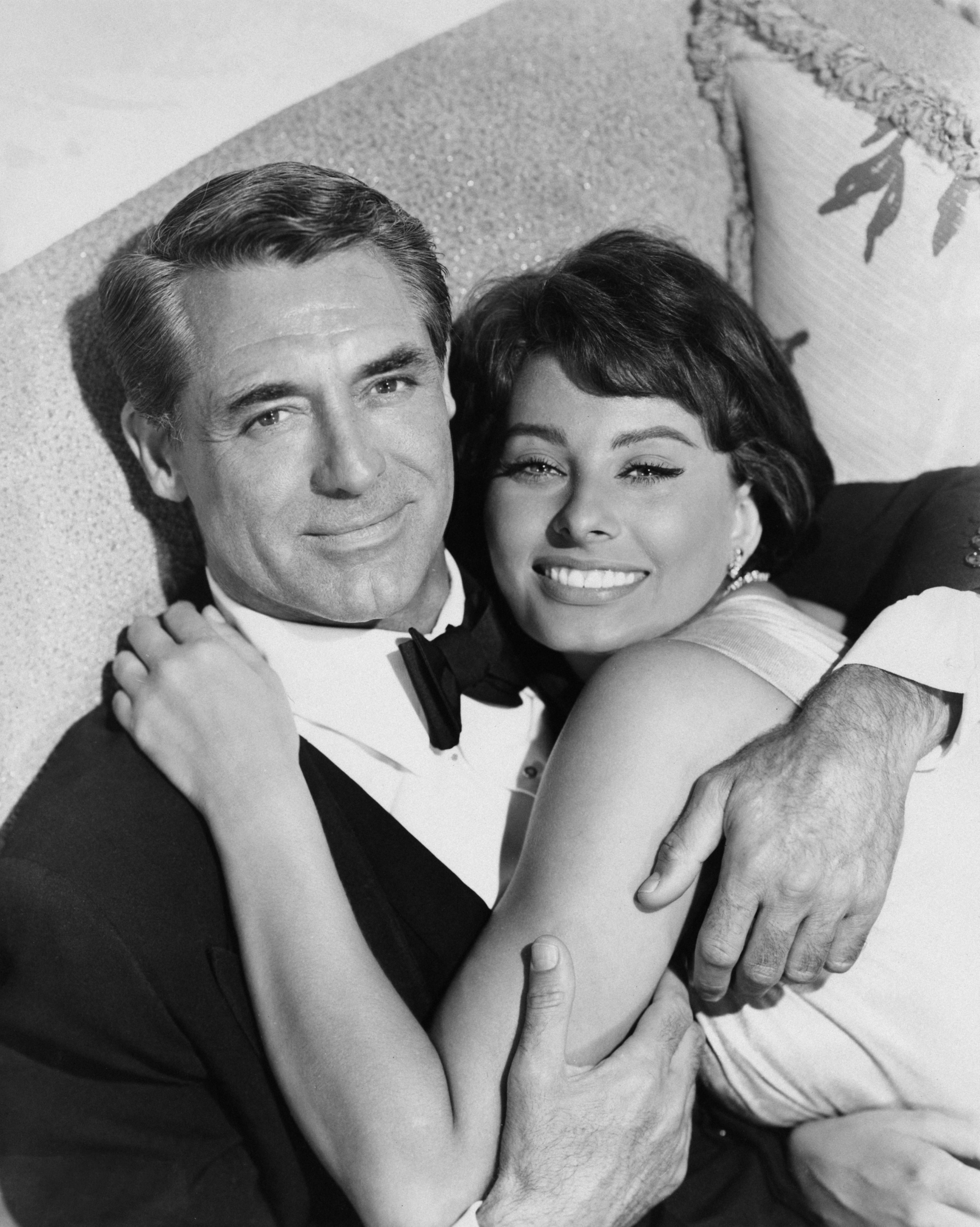
Se Sophií Lorenovou ve filmu Romance na řece z roku 1958
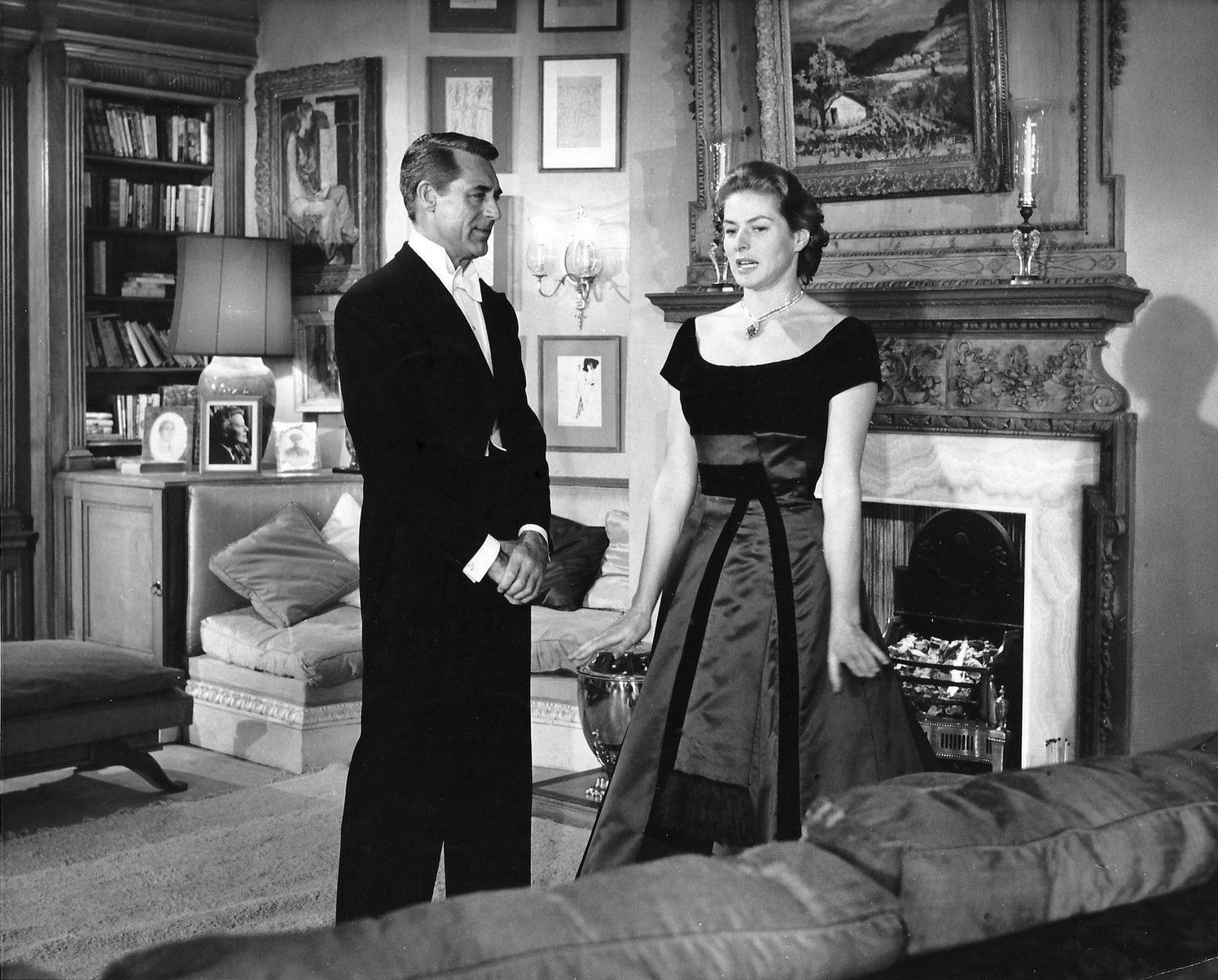
S Ingrid Bergmanovou ve filmu Indiskrétní příběh z roku 1958
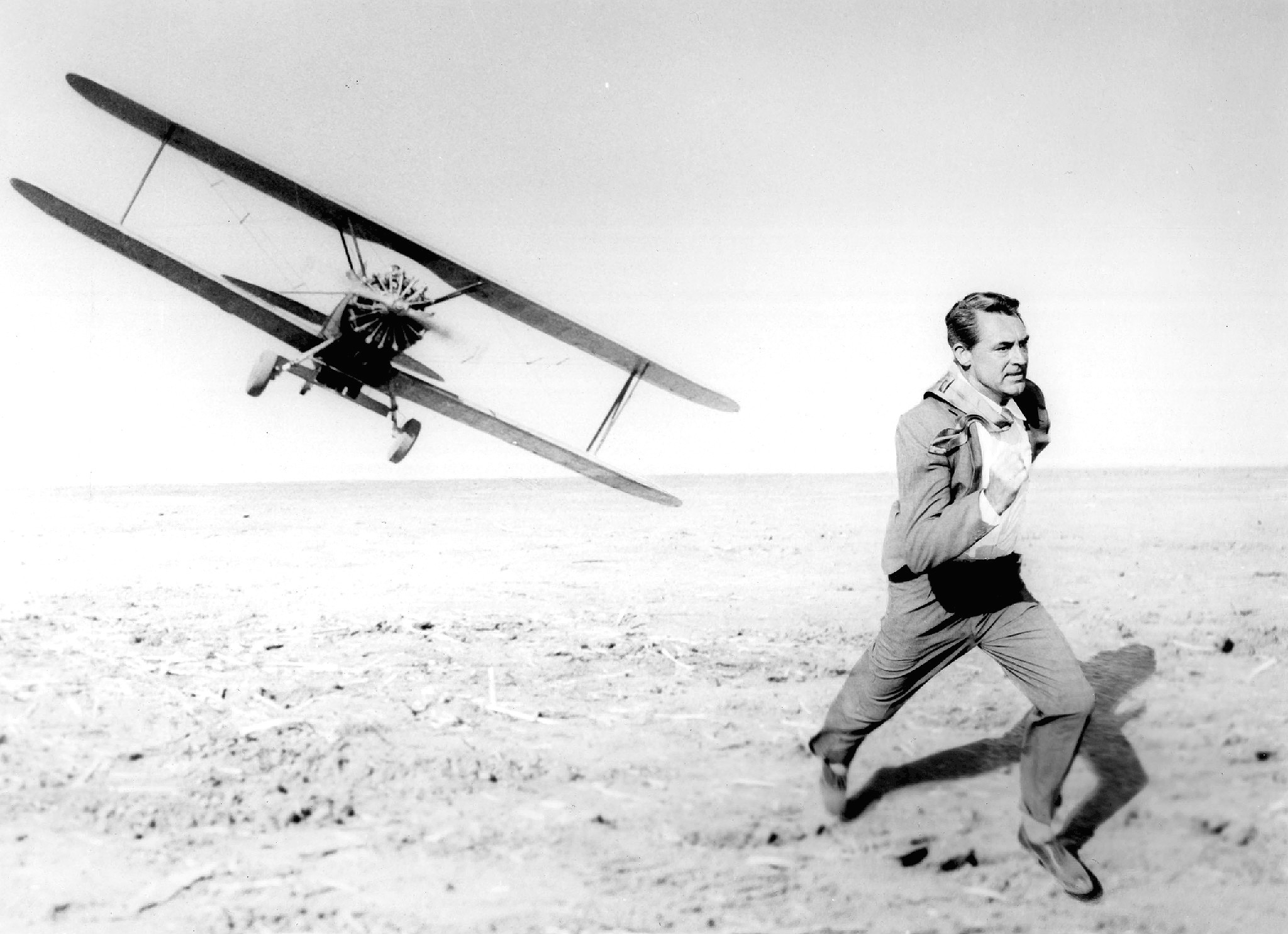
Slavná scéna z filmu Na sever severozápadní linkou z roku 1959
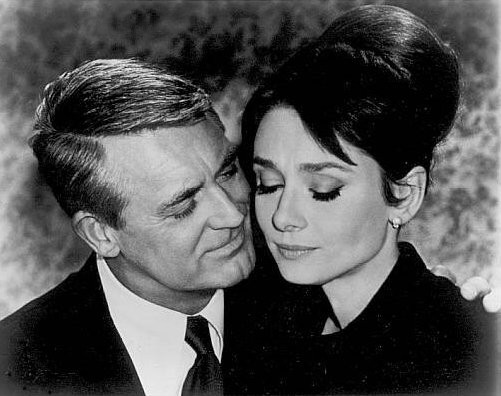
S Audrey Hepburnovou ve filmu Šaráda z roku 1963
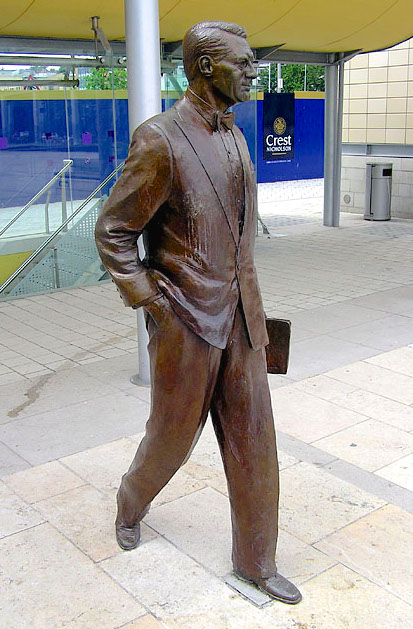
Socha v Bristolu
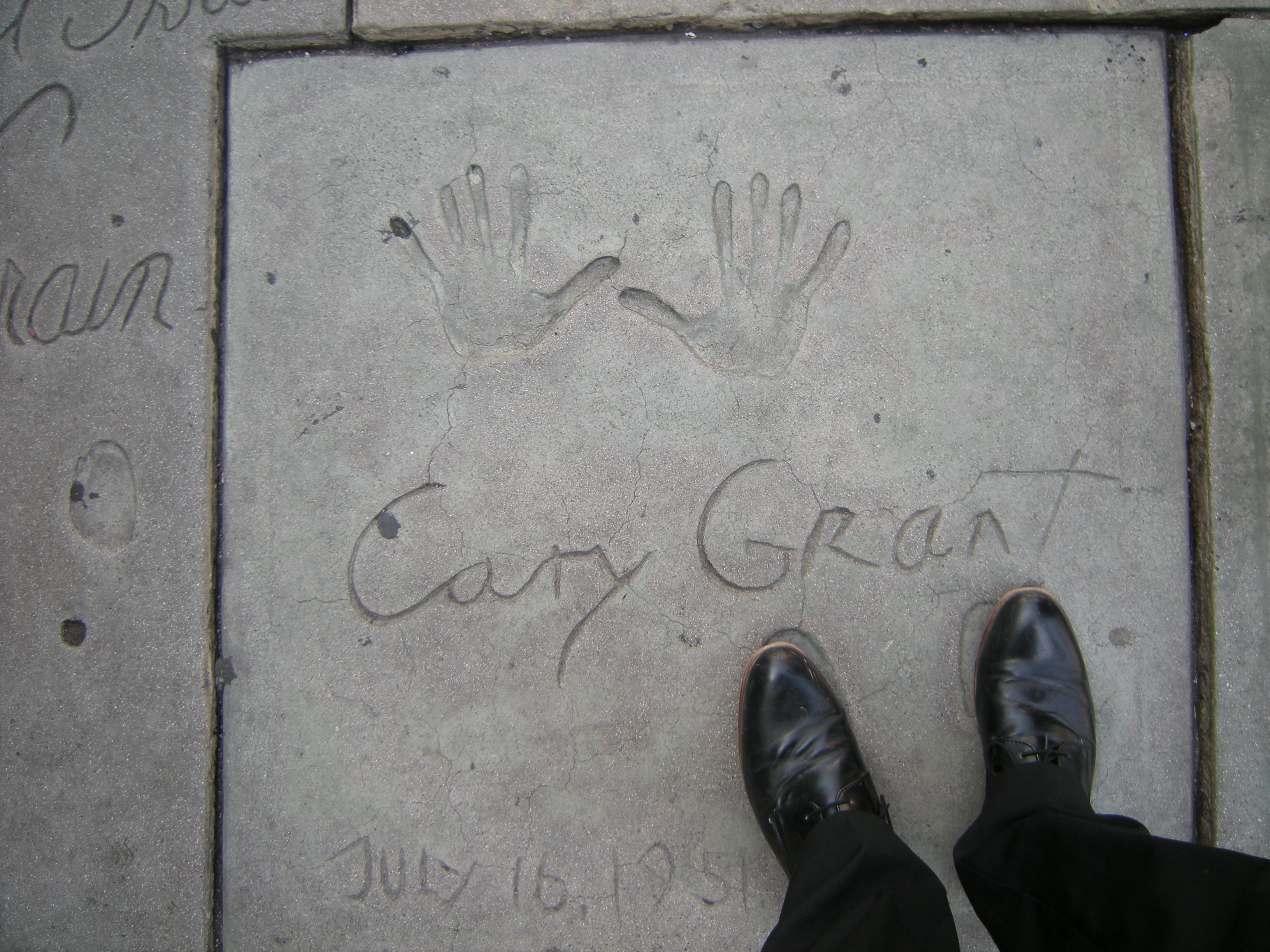
Hollywoodský chodník